# 喻佳麗
喻佳丽（1990年5月—），英文名Kelly，中国大陆女歌手，四川雅安人，毕业于四川音乐学院。曾在2010年参加广东卫视的歌唱选秀栏目《先声夺金》获得全国总冠军。。后参加2011年湖南卫视《快乐女声》获得全国第九名成绩而备受瞩目，从而出道。

## 主要经历
- 2009年，19岁参加湖南卫视《2009快乐女声》比赛，闯进全国60强；
- 2010年，参加广东卫视《2010先声夺金》获得全国总冠军。[1][2]
- 2010年，参加江苏卫视《2010名师高徒》获得全国亚军。[3]
- 2010年，奔赴台湾参加《超级星光大道7》踢馆，成绩突出备受关注，发行单曲《靠近了》；
- 2011年，参加湖南卫视2011快乐女声比赛，最终夺得全国第九名。[4]
- 2012年，发行单曲《情人节有这首歌》《幸福港湾》等；
- 2013年，在全国各大卫视的综艺节目，各大晚会上频频亮相。

## 音乐作品

### 单曲
未收录在其专辑里的单曲
| 發行日期   | 歌曲名稱       | 所屬專輯、备注                                               |
| ---------- | -------------- | ------------------------------------------------------------ |
| 2010-09-10 | 靠近了         |                                                              |
| 2011-07-08 | 武装           |                                                              |
| 2011-09-16 | 幸福港湾       | 收录在2011快乐女声全国12强合辑，该曲原唱者为2006超女12强胡灵 |
| 2012-02-14 | 情人节有这首歌 |                                                              |

## 電影
- 《敢不敢之宝贝》

## 電視節目
- 《2009快乐女声》

## 副業
2013年，在淘宝网亦有喻佳麗投資銷售的消費品。

## 外部連結
- 喻佳丽 官方微博（页面存档备份，存于）
- 喻佳丽 官方音乐